# Desa Bondoboghila
Desa Bondoboghila är en administrativ by i Indonesien.   Den ligger i provinsen Nusa Tenggara Timur, i den södra delen av landet, 1 400 km öster om huvudstaden Jakarta. Desa Bondoboghila ligger på ön Pulau Sumba.